# Fatih Erbakan
Muhammed Ali Fatih Erbakan (ur. 1 stycznia 1979 w Ankarze) – turecki polityk i inżynier, deputowany, założyciel i lider Nowej Partii Dobrobytu.

## Życiorys
Syn Necmettina Erbakana, polityka i lidera tureckich ugrupowań islamistycznych. Ukończył szkołę średnią w Ankarze oraz studia z inżynierii elektrycznej na Başkent Üniversitesi. Kształcił się następnie w Londynie, przerwał jednak naukę po śmierci matki i powrócił do Turcji. Na macierzystej uczelni uzyskiwał później magisterium z inżynierii elektrycznej oraz doktorat z zarządzania. Działał w organizacjach młodzieżowych Partii Cnoty i Partii Szczęścia. Był członkiem zarządu głównego drugiego z tych ugrupowań, a także doradcą przewodniczącego partii. W 2013 został prezesem nowo powstałej fundacji nazwanej imieniem jego ojca. W 2018 utworzył i stanął na czele Nowej Partii Dobrobytu, odwołującej się do tradycji kierowanej przez Necmettina Erbakana Partii Dobrobytu oraz ideologii Millî Görüş. W 2023 jego formacja wsparła Recepa Tayyipa Erdoğana, dołączając do zorganizowanej wokół Partii Sprawiedliwości i Rozwoju koalicji wyborczej. W wyborach w tymże roku Fatih Erbakan uzyskał mandat deputowanego do Wielkiego Zgromadzenia Narodowego Turcji.